# Sao đôi
Một sao đôi được tạo thành từ một hệ thống gồm hai ngôi sao chuyển động trên quỹ đạo của khối tâm hai ngôi sao. Đối với mỗi ngôi sao, sao kia là "bạn đồng hành" của nó. Các nghiên cứu ngày nay đã chỉ ra rằng có một lượng lớn ngôi sao trong những hệ thống khác nhau là có ít nhất hai ngôi sao. Sao đôi rất quan trọng trong vật lý thiên văn, bởi vì việc quan sát quỹ đạo của chúng sẽ giúp cho việc xác định khối lượng của chúng. Khối lượng của nhiều ngôi sao đơn sẽ được xác định bằng cách ngoại suy từ những sao đôi.
Sao đôi không tương tự như sao đôi quang học, vốn có vẻ gần nhau khi được quan sát từ Trái Đất, nhưng có thể không ràng buộc với nhau bằng lực hấp dẫn. Các sao đôi vừa có thể được nhận ra bằng quang học (sao đôi thị giác), hoặc gián tiếp bằng các thiết bị kỹ thuật như là quang phổ kế, sao đôi quang phổ. Nếu sao đôi chuyển động trên mặt phẳng song song với phương quan sát, chúng sẽ che khuất nhau; trường hợp này được gọi là các sao đôi che nhau.
Những hệ gồm nhiều hơn hai thành viên, được gọi là các đa sao, cũng không phải là hiếm và thường cũng được xếp hạng bằng cùng cái tên đó. Các thành viên trong các hệ sao đôi có thể trao đổi khối lượng, đưa quy trình tiến hóa của chúng tới những giai đoạn mà những ngôi sao đơn không thể đạt được. Những ví dụ về các hệ sao đôi gồm Algol (một hệ sao đôi che nhau), Sirius, và Cygnus X-1 (một thành viên của hệ này có thể là một hố đen).

## Thuật ngữ
Thuật ngữ "binary" để chỉ sao đôi trong tiếng Anh có lẽ đã được Sir William Herschel đưa ra năm 1802 để chỉ "một sao đôi thực sự — sự kết hợp của hai ngôi sao được thành tạo cùng nhau trong một hệ thống tuân theo các định luật hấp dẫn". Bất kỳ hai ngôi sao nào nằm gần nhau trên thiên cầu đều có thể là một sao đôi, trường hợp hay được dẫn chứng nhất là Mizar và Alcor thuộc chòm sao Đại Hùng. Tuy nhiên, cũng có lúc cặp sao chỉ "nhìn" giống như một hệ sao đôi trên bầu trời, do chúng nằm cùng trên một hướng quan sát từ điểm quan sát của chúng ta, nhưng thực tế lại cách nhau rất xa. Những "hệ sao đôi giả" đó được gọi theo thuật ngữ sao đôi quang học. Khi kính viễn vọng được sáng chế ra, nhiều cặp sao như vậy đã được phát hiện. Năm 1780, Herschel đã đo đạc khoảng cách và các hướng của hơn 700 cặp sao hiện diện giống như những hệ sao đôi và thấy rằng khoảng 50 cặp đã có sự thay đổi về hướng sau hai thập kỷ quan sát, và do đó không phải là sao đôi thực sự.
Một sao đôi thực sự là một cặp sao được gắn kết nhau bởi lực hẫp dẫn. Khi chúng có thể được phân biệt bằng một kính viễn vọng đủ mạnh (nếu cần thiết sẽ được hỗ trợ của các biện pháp đo giao thoa) chúng được gọi là những sao đôi thị giác. Trong các trường hợp khác, dấu hiệu duy nhất của sao đôi là hiệu ứng Doppler của ánh sáng phát ra. Những hệ đó được gọi là những sao đôi quang phổ, gồm những cặp sao nằm gần nhau tới mức các đường quang phổ trong ánh sáng từ mỗi ngôi sao ban đầu bị dịch chuyển xanh, sau đó bị dịch chuyển đỏ khi nó đầu tiên di chuyển về phía chúng ta, rồi lại di chuyển ra xa chúng ta, trong khi chúng chuyển động quanh khối tâm chung, với chu kỳ quỹ đạo chung của chúng.

Mô phỏng cường độ sáng của hệ sao đôi che nhau, biến đổi tuần hoàn theo chu kỳ quỹ đạo.

Nếu mặt phẳng quỹ đạo gần như dọc theo tầm quan sát của chúng ta, hai ngôi sao đó che khuất nhau một phần hay toàn phần theo chu kỳ và hệ đó được gọi là một sao đôi che nhau, Algol chính là trường hợp đặc trưng nhất của kiểu hệ này.
Các ngôi sao đôi vừa là sao đôi thị giác, vừa là sao đôi quang phổ thì rất hiếm, và nếu được phát hiện, chúng là những nguồn cung cấp thông tin quý giá. Những sao đôi thị giác thường cách nhau khá xa và thường có những tốc độ quỹ đạo quá nhỏ để có thể đo đạc được bằng quang phổ. Trái lại, những sao đôi quang phổ di chuyển nhanh trên quỹ đạo của chúng bởi vì chúng ở gần nhau—thường thường là quá gần để có thể phát hiện ra như những sao đôi thị giác. Do vậy, các sao đôi vừa là sao đôi thị giác vừa là sao đôi quang phổ thường khá gần Trái Đất.
Các nhà khoa học đã khám phá ra một số ngôi sao có vẻ đang quay quanh một không gian trống rỗng. Ví dụ, các sao đôi dao động astrometric binaries, thường là một ngôi sao nằm khá gần sao đồng hành và có thể được quan sát thấy đang dao động xung quanh một điểm chung nhưng lại không thấy được ngôi sao đồng hành của nó. Đối với một số sao đôi dao động, chỉ quan sát được một tập hợp những đường di chuyển tới lui. Các công thức toán học áp dụng cho những sao đôi thông thường cũng có thể đem áp dụng để tính ra khối lượng của ngôi sao đồng hành không quan sát thấy kia. Ngôi sao đồng hành có thể rất tối, vì vậy thực tế là không thể tìm ra hay bị che khuất bởi ánh sáng của ngôi sao thứ nhất kia, hay nó có thể là một vật thể không phát ra ánh sáng, thậm chí không phát ra bất kỳ một bức xạ điện từ nào, giống một sao neutron. Trong một số trường hợp, ta có thể đưa ra một giả thiết rằng trên thực tế ngôi sao đồng hành kia là một hố đen—một vật thể có sức hút hấp dẫn mạnh đến nỗi ánh sáng cũng không thể thoát khỏi nó. Có lẽ trường hợp ví dụ tốt nhất cho kiểu hệ này là Cygnus X-1, ở đó khối lượng của vật thể không thể thấy được kia gấp khoảng mười lần khối lượng Mặt Trời —vượt xa hơn rất nhiều so với khối lượng lý thuyết tối đa của một ngôi sao neutron, một ứng cử viên khác của ngôi sao đồng hành kia.
Các sao đôi cung cấp biện pháp tốt nhất cho các nhà thiên văn học để xác định khối lượng của một ngôi sao ở xa xôi. Lực hấp dẫn giữa chúng khiến chúng bay trên quỹ đạo quanh khối tâm chung. Từ mô hình quỹ đạo của một sao đôi thị giác, hay từ sự biến đổi thời gian của quang phổ của một sao đôi quang phổ, ta có thể xác định được khối lượng của những ngôi sao trong hệ đó.
Bởi vì đa số các ngôi sao tồn tại trong các hệ sao đôi, các sao đôi là rất quan trọng để chúng ta khám phá ra quá trình hình thành lên các ngôi sao. Đặc biệt, chu kỳ quỹ đạo và các khối lượng của sao đôi cho chúng ta biết về mô men động lượng của hệ. Do định luật bảo toàn mômen động lượng, các sao đôi cung cấp cho chúng ta những manh mối quan trọng về các điều kiện theo đó các ngôi sao được hình thành.

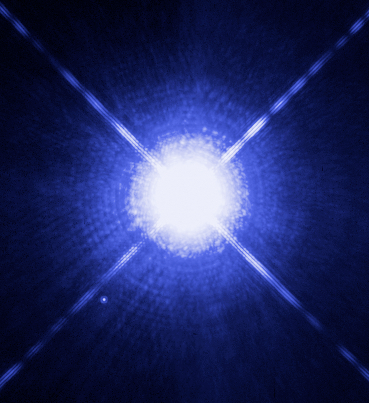
Sirius A rực rỡ, còn Sirius B nhỏ xíu ở phía trái bên dưới. Ảnh chụp bởi kính viễn vọng Hubble

Trong một hệ sao đôi, ngôi sao có khối lượng lớn hơn thường được gọi là sao "A" và ngôi sao đồng hành kia được gọi là "B". Vì thế ngôi sao chính và sáng của hệ Sirius được gọi là Sirius A, trong khi ngôi sao lùn trắng đồng hành có khối lượng nhỏ hơn là Sirius B. Tuy nhiên, nếu hai sao này cách nhau xa, chúng có thể được đặt tên bằng những con số mũ như trường hợp Zeta Reticuli (ζ1 Ret and ζ2 Ret),

## Phân loại
Hiện tại, các sao đôi được phân thành bốn kiểu theo những tính chất có thể quan sát được của chúng:
- Sao đôi thị giác
- Sao đôi quang phổ
- Sao đôi che nhau
- Sao đôi dao động

Bất kỳ ngôi sao nào đều có thể có nhiều trong số các tính chất trên, ví dụ, nhiều sao đôi quang phổ cũng là những sao đôi che nhau.
Cũng có thể phân loại thành ba kiểu dựa trên khoảng cách giữa các sao, so với kích thước của chúng:

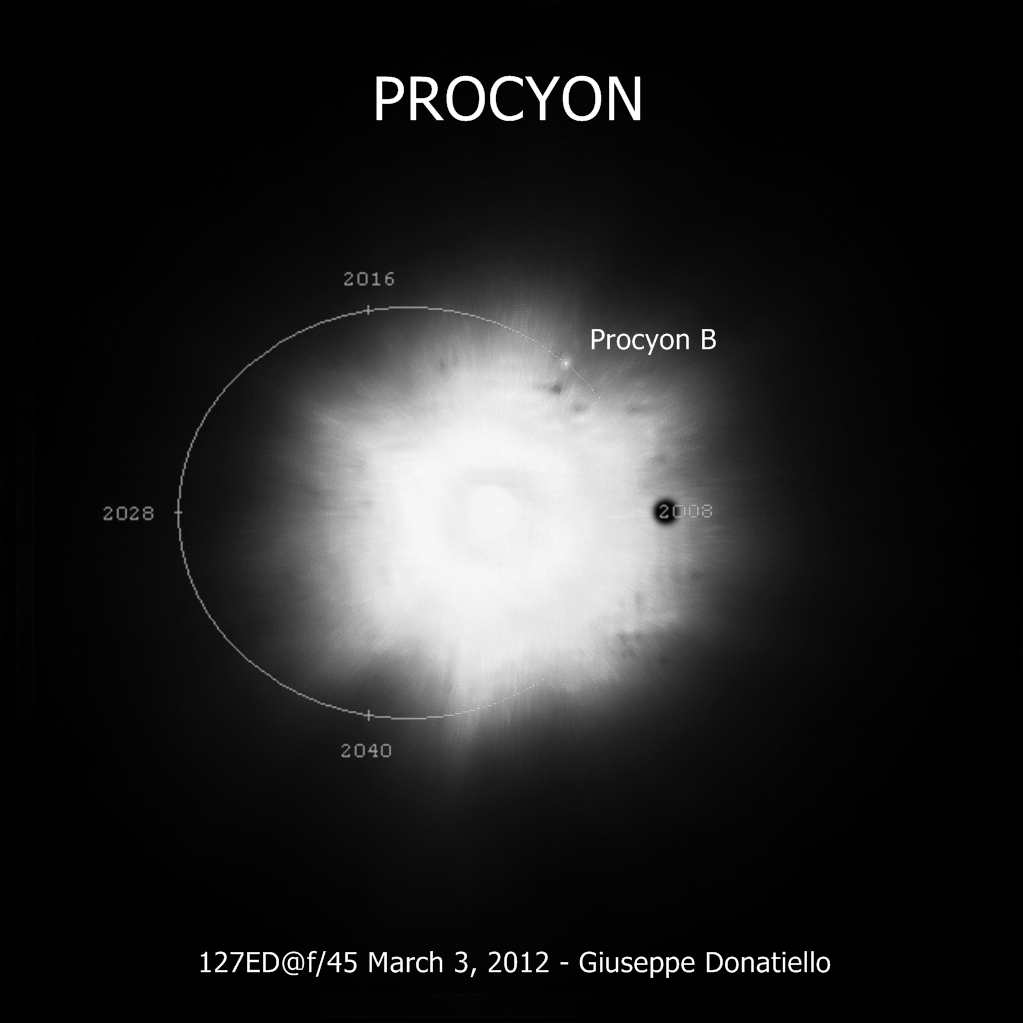
Procyon B như một cái bỏng nhỏ bên cạnh Procyon A sáng gấp 7 lần Mặt Trời.

- Sao đôi tách rời
- Sao đôi bán tách rời
- Sao đôi tiếp xúcProcyon B như một cái bỏng nhỏ bên cạnh Procyon A sáng gấp 7 lần Mặt Trời.

## Những khám phá từ nghiên cứu
Trong 200 năm qua, một lượng lớn các nghiên cứu đã được thực hiện về các sao đôi dẫn tới một số kết luận chính.
Mọi người tin rằng ít nhất một phần tư tổng số sao là những hệ đôi, với khoảng 10% số hệ đó có chứa hơn hai ngôi sao (sao ba,...).
Có một sự tương quan trực tiếp giữa chu kỳ quỹ đạo của một sao đôi vào độ lệch tâm của quỹ đạo của nó, các hệ có chu kỳ quỹ đạo ngắn thì có độ lệch tâm ít hơn. Các sao đôi có thể được tìm thấy ở bất cứ một khoảng cách nào có thể tưởng tượng được, từ các cặp quay gần nhau tới mức trên thực tế chúng hầu như tiếp xúc với nhau, tới những cặp sao xa nhau tới nỗi sự liên kết giữa chúng chỉ được thể hiện bởi sự chuyển động quay quanh nhau chậm chạp của chúng. Đáng lưu ý, trong số những hệ sao đôi có khuynh hướng liên kết với nhau bởi sức hút hấp dẫn, có tồn tại một phân bố xác suất về các chu kỳ quỹ đạo, với đa số các hệ đó quay với chu kỳ chừng 100 năm.
Trong những cặp mà hai ngôi sao tương đương nhau về cấp sao, thì chúng cũng có kiểu quang phổ như nhau. Trong những hệ có cấp sao khác nhau, ngôi sao mờ hơn thì xanh hơn nếu ngôi sao sáng hơn là một sao khổng lồ, và đỏ hơn nếu ngôi sao sáng hơn thuộc về dãy sao chính (main sequence).
Bởi vì khối lượng chỉ có thể được xác định thông qua sức hút hấp dẫn, và những ngôi sao duy nhất (ngoại trừ Mặt Trời, và những ngôi sao là thấu kính hấp dẫn), mà ta có thể xác định được khối lượng với độ chính xác cao là những ngôi sao đôi, do đó chúng rất quan trọng.
Trong trường hợp một sao đôi thị giác, sau khi đã xác định được quỹ đạo và thị sai sao của hệ, tổng khối lượng của hai ngôi sao có thể được tính toán ra bởi việc áp dụng trực tiếp định luật Kepler.
Tuy nhiên, không thể có được quỹ đạo hoàn chỉnh của một sao đôi quang phổ trừ khi nó cũng là một sao đôi thị giác hay sao đôi che nhau, vì thế từ các vật thể đó chúng ta chỉ có thể xác định tâm khối lượng chung và sin của góc nghiêng với đường quan sát. Vì vậy, nếu không có thêm thông tin về góc nghiêng, khối lượng chỉ có thể được suy luận theo một phán đoán thống kê.
Trong trường hợp các sao đôi che nhau đồng thời là sao đôi quang phổ, có thể tìm ra một đáp án hoàn chỉnh để xác định (khối lượng, mật độ, kích thước, cấp sao, và hình dạng gần đúng) của cả hai ngôi sao trong hệ.
Khoa học viễn tưởng thường miêu tả các hành tinh của các sao đôi hay sao ba. Trên thực tế, đa số các quỹ đạo của chúng không cân bằng bền (hành tinh có thể bị đẩy khỏi quỹ đạo của nó khá nhanh chóng, có thể bị bắn hoàn toàn khỏi hệ hay bị chuyển sang một quỹ đạo lệch vào trong hay lùi ra ngoài hơn), trong khi những quỹ đạo khác lại thực sự khắc nghiệt cho việc hình thành sinh quyển bởi vì chúng có khác biệt rất lớn về nhiệt độ bề mặt ở những khoảng cách quỹ đạo khác nhau. Việc khám phá các hành tinh quay quanh các hệ đa sao cũng đưa ra nhiều khó khăn về kỹ thuật, có thể vì vậy mà cho tới tận tháng 7 năm 2005 chỉ một hành tinh như vậy được tìm thấy: HD 188753 Ab.

## Những ví dụ về sao đôi
- Algol (ba sao, sao đôi che nhau)
- Alpha Centauri (ba sao)
- Castor (sáu sao)
- Procyon
- Sirius
- Antares
- Rigel (bốn sao)

## Những sao đôi trong viễn tưởng
- Tác phẩm Nightfall (Hoàng hôn) của Isaac Asimov được đặt trong một hệ sáu mặt trời.
- Trò chơi máy tính Little Big Adventure (năm 1994) diễn ra tại một hành tinh nằm ổn định giữa hai ngôi sao.
- Hành tinh Tatooine trong phim Chiến tranh giữa các vì sao (Star Wars) quay quanh hệ sao đôi Tatoo. Tên của hai ngôi sao là Tatoo 1 và Tatoo 2.
- Hệ Manticore là một sao đôi trong truyện Honorverse của David Weber với ba hành tinh có thể ở được, hai trong số đó (thủ đô Manticore và Sphinx) quay quanh Manticore A và một (Gryphon) quay quanh Manticore B.
- Trong phim Star Trek: Enterprise phần "Singularity" con tàu đã ghé qua một hệ sao ba.